# Satsuma age

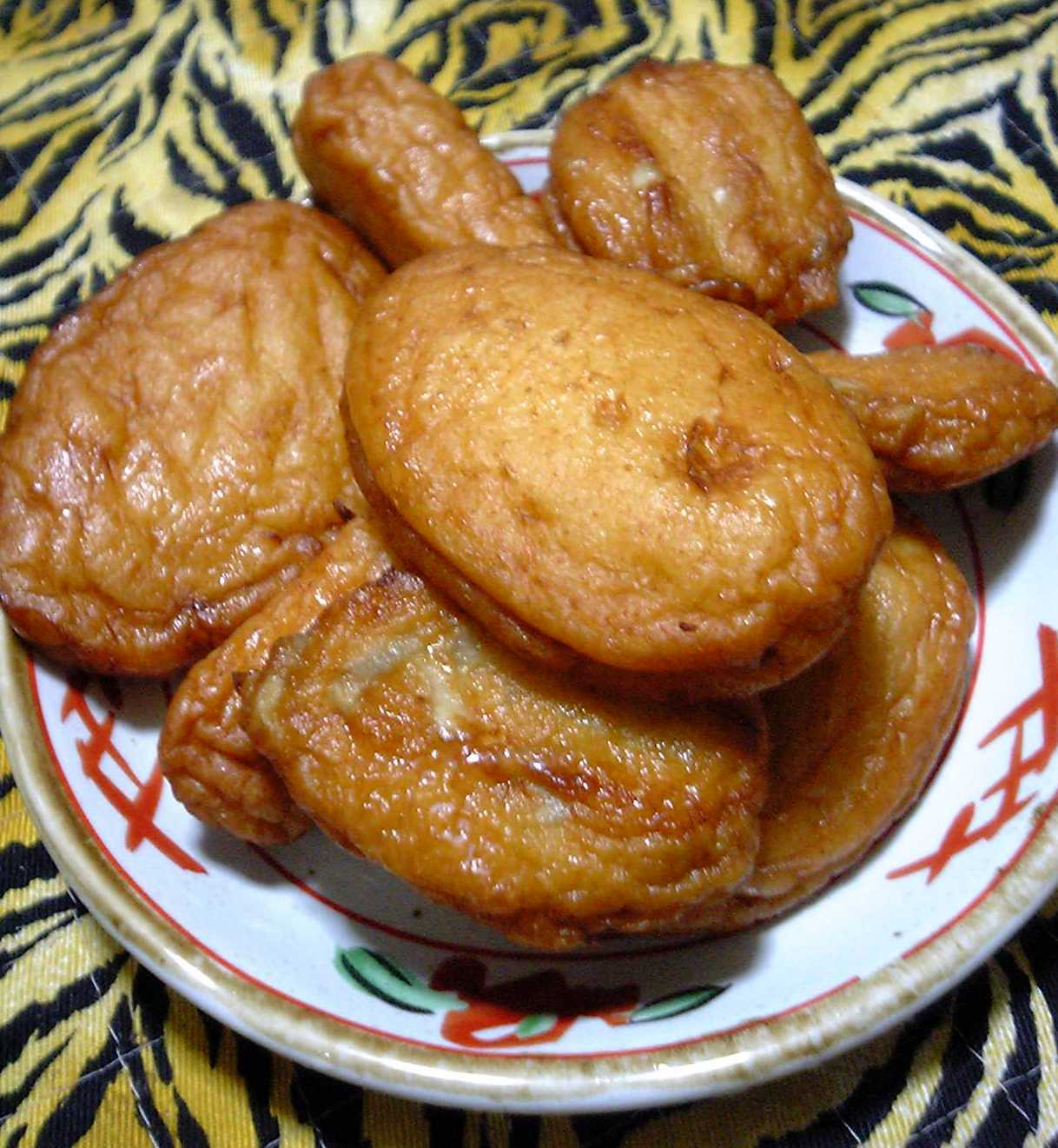
Satsuma age

Satsuma age (薩摩揚げ) é um tipo de bolinho de peixe frito de Kagoshima, Japão. Glutamato monossódico pode ser adicionado. Surimi e farinha são misturados para fazer uma massa que é frita para ficar sólida. É uma especialidade da região de Satsuma. É conhecido como chigiage em Okinawa.

## Ingredientes
Ele é uma massa feita de peixe e temperado com sal, açúcar e outras especiarias e moldada de diversas formas. Ele é feito não só de peixe moído mas também é adicionado em sua massa ouvido de árvore (木耳) (um tipo de fungo comestível), Beni shoga, cebola e outros vegetais, lula, polvo, camarão e outros frutos do mar, além de algumas pimentas.
Nas vilas de pescadores, é feito utilizando peixes locais, como sardinha, tubarão, bonito, Carapau etc. Em muitos casos, é feito misturando-se dois ou mais tipos de peixe.
As pessoas comem ele puro ou levemente tostado e mergulhado em gengibre e shoyu ou mostarda e shoyu. É usado em: oden, udon, sara udon, nimono (pratos cozidos).

## História
Há várias histórias sobre o Satsuma age, mas o local de origem mais famoso é o distrito de Satsuma, em Kagoshima. Acredita-se que, por volta de 1864, o Clã Shimazu trouxe-o para Satsuma de Okinawa por meio de comércio e invasões. Naquela época, os nativos de Okinawa chamavam essa pasta de peixe frito de chigiage. Após ele ser trazido para Kagoshima, passou a ser produzido como tsukiage e foi escolhido como um dos 100 melhores pratos típicos.

## O nome
Kagoshima é conhecido como o lugar de origem nas regiões de Tohoku e Kanto, onde, por isso, é chamado de Satsuma age.
As pessoas da região de Chubu o chamam de hanpen, em Hokkaido e no oeste do Japão é chamado de Tempura. O nome varia muito de área para área.

## Variedades
- Hiraten: Satuma age fino.
- Maruten: Satsuma age no formato de um disco fino. Os nativos de Kyushu, principalmente Fukuoka, com com udon.
- Gobouten: Satsuma age misturado com fatias de bardana.
- Ikaten: Satsuma age coberto com braços de lula.
- Takoten: Satsuma age coberto com pedaços de polvo. Existe também no formato de bola, igual a um takoyaki.
- Tamanegiten: Satsuma age com cebola.[3]
- Bomba: Satsuma age com ovo cozido.
- Honeku, Honeten (Versões menores do Honekuri-tempura): Esse é um prato típico da região norte de Wakayama. É usado o peixe-espada pescado na própria província, que é frito com ossos e tudo. Ele tem um cheiro único.

## Variedades em outros lugares
- Gansu (prato típico de Hiroshima) é uma fritura feita de peixe branco moído empanado com um tipo de costeleta.
- É chamado de Totoman (ทอดมัน) na Tailândia, e quando feito de peixe moído é chamado de Totoman pura (ทอดมันปลา), e se for de camarão moído é chamado de totoman kun (กุ้งทอด).
- Existem alguns pratos parecidos no Vietnã.
- Na Coreia e em Taiwan, antigas colônias japonesas, o Satsuma age é vendido sob outros nomes nos supermercados. A massa no espeto é vendido como oden, mas o satsuma age cortado em pedaços pequenos também é chamado de oden e servido nos restaurantes. A maior parte dos tempuras vendidos nas lojas de Taiwan é Satsuma age.